# 加伦-卡勒拉博物馆

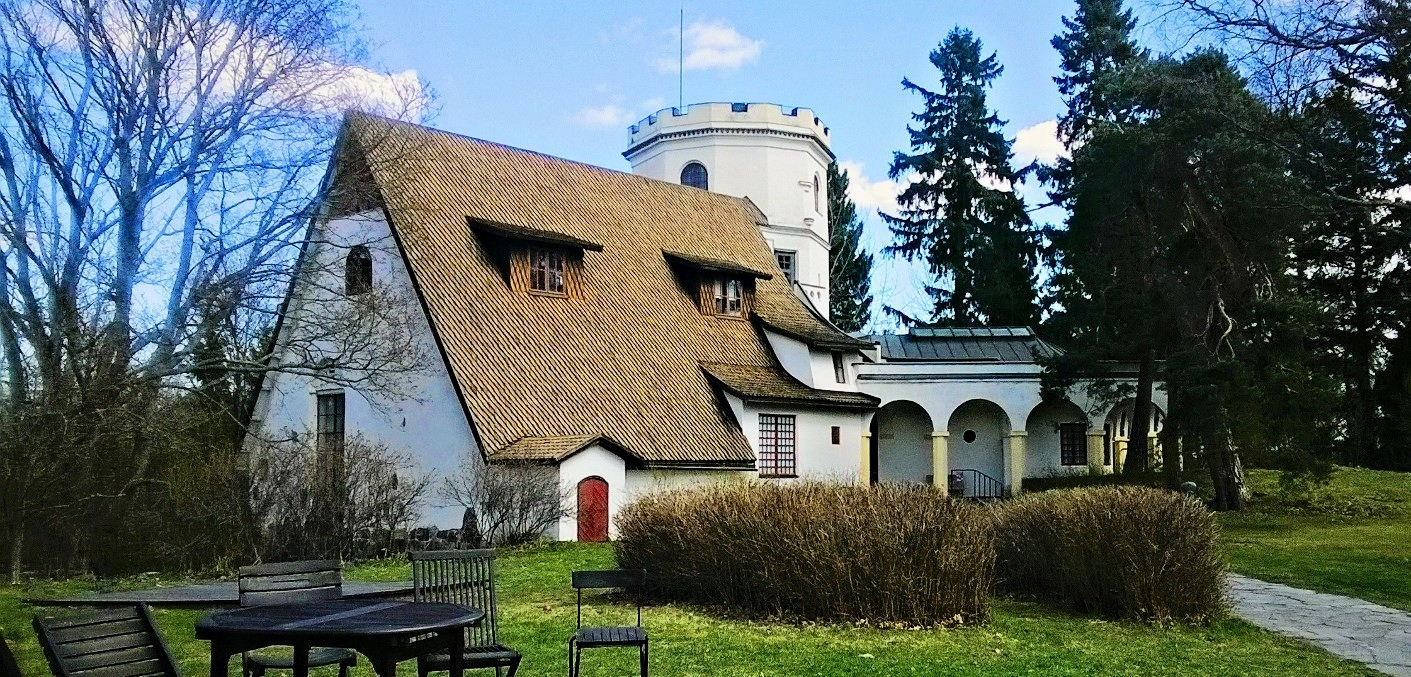
加伦-卡勒拉博物馆

加伦-卡勒拉博物馆（芬蘭語：Gallen-Kallelan Museo）位于芬兰埃斯波塔尔瓦斯派（Tarvaspää）小区，是由画家阿克塞利·加伦-卡勒拉亲自设计，并在1911至1913年间为自己建造的工作室，现在该建筑为博物馆。博物馆保存并展览有关加伦-卡勒拉的艺术及其影响的信息和文物，安排各种不同的展览，展示加伦-卡勒拉及其同时代人的艺术、生活、以及当代艺术。

## 历史
该建筑在1961年作为博物馆对公众开放。博物馆基金会则在1958年成立。

## 建筑
阿克塞利·加伦-卡勒拉在埃斯波塔尔瓦斯派设计城堡式的工作室，为自己作画及展厅之用。在风格上画室部分代表芬兰式浪漫民族主义，塔楼代表中欧城堡建筑风格，凉廊则代表意大利式文艺复兴建筑风格。加伦-卡勒拉原本计划在建筑的白色墙面上画上壁画，但他没有完成该计划。在院子旁边有一幢建于1850年代的木头别墅，当时加伦-卡勒拉住在那里，现今则为咖啡厅和餐厅之用。